# Kính viễn vọng không gian Hubble

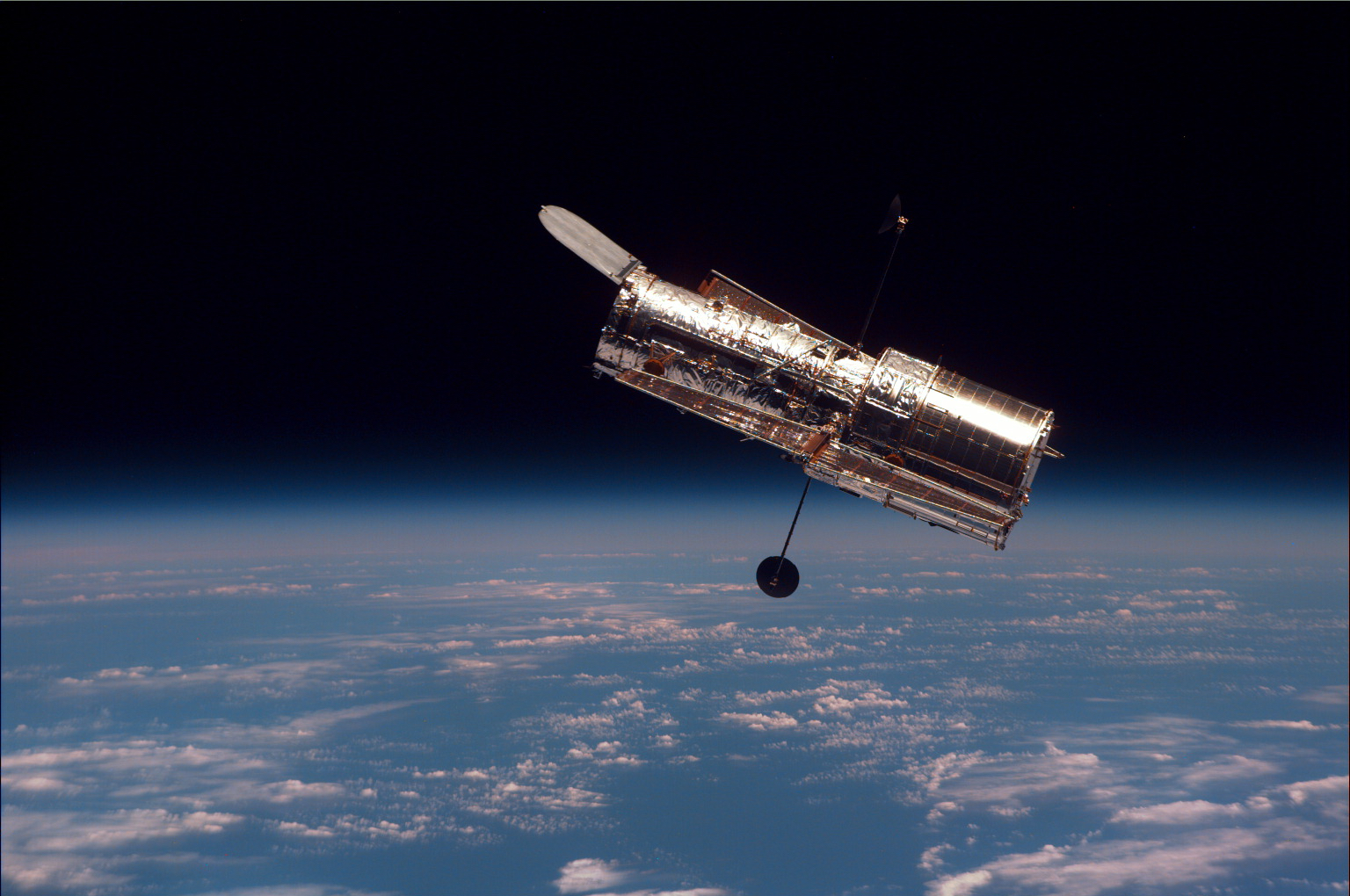
Ảnh chụp kính thiên văn vũ trụ Hubble.

Kính viễn vọng không gian Hubble (tiếng Anh: Hubble Space Telescope, viết tắt HST) là một kính viễn vọng không gian đang hoạt động của NASA. Hubble không phải là kính viễn vọng không gian đầu tiên trên thế giới nhưng nó là kính viễn vọng lớn và mạnh nhất từng được phóng thời đó. Nó được đưa lên và hoạt động trên quỹ đạo của Trái Đất tại độ cao khoảng 610 km, cao hơn khoảng 220 km so với độ cao quỹ đạo của trạm vũ trụ quốc tế ISS. Với tốc độ di chuyển khoảng 7500 m/s, Hubble có thể quay 1 vòng quanh Trái Đất trong thời gian 97 phút và 15 lần mỗi ngày. Kính Hubble mang tên của nhà thiên văn học Mỹ Edwin Powell Hubble (1889-1953). Đây là kính thiên văn phản xạ được trang bị hệ thống máy tính và một gương thu ánh sáng có đường kính 240 cm.
Hubble được trang bị đầy đủ các công cụ hoạt động bằng năng lượng Mặt Trời, nhằm chụp lại tất cả những hình ảnh của vũ trụ với ánh sáng khả kiến, cực tím (UV) và ánh sáng bước sóng cận hồng ngoại. Tất nhiên, tất cả các thiết bị trên Hubble đều được thiết kế để hoạt động ngoài khí quyển của Trái Đất và nếu đặt Hubble dưới mặt đất, rất nhiều thiết bị sẽ không còn tác dụng nữa.

## Sự ra đời
Ngay từ những năm 1940, người ta đã bắt đầu nung nấu ý định về một chiếc kính viễn vọng không gian nhưng mãi đến cuối những năm 1970 thì đó vẫn chỉ là ý tưởng, đề xuất và nhiều nhất là phác thảo trên bàn giấy. 30 năm đó đã tốn của NASA khoảng ngân sách khổng lồ (gần 1 tỷ đô la) nên họ yêu cầu các đối tác từ châu Âu cung cấp thêm vốn đề tiếp tục dự án. Đáp lại yêu cầu đó, phía cơ quan hàng không vũ trụ châu Âu (ESA) cung cấp cho NASA một số trang thiết bị đầu tiên của Hubble cùng với những tấm pin năng lượng Mặt Trời. Đổi lại, ESA yêu cầu họ phải được dùng Hubble để quan sát trong ít nhất là 15% thời gian.
Tuy nhiên, quá trình chế tạo Hubble cũng không diễn ra một cách suôn sẻ theo kế hoạch của NASA. Thậm chí quá trình xây dựng cơ sở hạ tầng còn phải hoãn lại vài lần do các vấn đề nảy sinh trong giao kèo. Rồi thì qua bao nỗ lực, cuối cùng vào tháng 4 năm 1990, Hubble đã hoàn thành và chính thức phóng lên quỹ đạo từ Trạm không quân mũi Canaveral, Hoa Kỳ. Tuy nhiên, sau khi lên tới quỹ đạo và chụp được những bức ảnh đầu tiên, các nhà khoa học nhanh chóng nhận ra rằng vì lý do gì đó, tất cả các bức ảnh chụp đều vô cùng mờ nhạt, không giống với những kỳ vọng ban đầu của họ.
Sau thời gian điều tra, cuối cùng họ kết luận rằng thủ phạm chính là khiếm khuyết quang học được biết với tên gọi "cầu sai" (spherical aberration). Đây là hiện tượng các tia sáng đơn sắc song song khi đi xuyên qua thấu kính không được khúc xạ đồng hội tụ tại cùng một điểm khiến cho hình ảnh bị mất nét và độ phân giải. Tiến sĩ Robert Arentz tại tập đoàn hàng không vũ trụ Ball Aerospace giải thích: "Nguyên nhân là do các rìa bên ngoài của gương quá phẳng, độ lõm của nó chỉ có 4 micron, ít hơn cả độ dày của một sợi tóc."
Ball Aerospace là hãng cung cấp hầu hết các thiết bị cho Hubble và sau đó, họ chế tạo ra Corrective Optics Space Telescope Axial Replacement (COSTAR) - bộ gương có thể chuyển động nhằm khắc phục hiện tượng cầu sai của Hubble. Một điều may mắn nữa là người ta đã tính trước đến trường hợp này, Hubble được thiết kế để các phi hành gia có thể sửa chữa và nâng cấp nó ngay trên quỹ đạo. Và nó cũng là chiếc kính viễn vọng không gian duy nhất có thể làm được điều này. Vào tháng 12 năm 1993, các phi hành gia đã tiếp cận và gắn COSTAR vào cho Hubble.

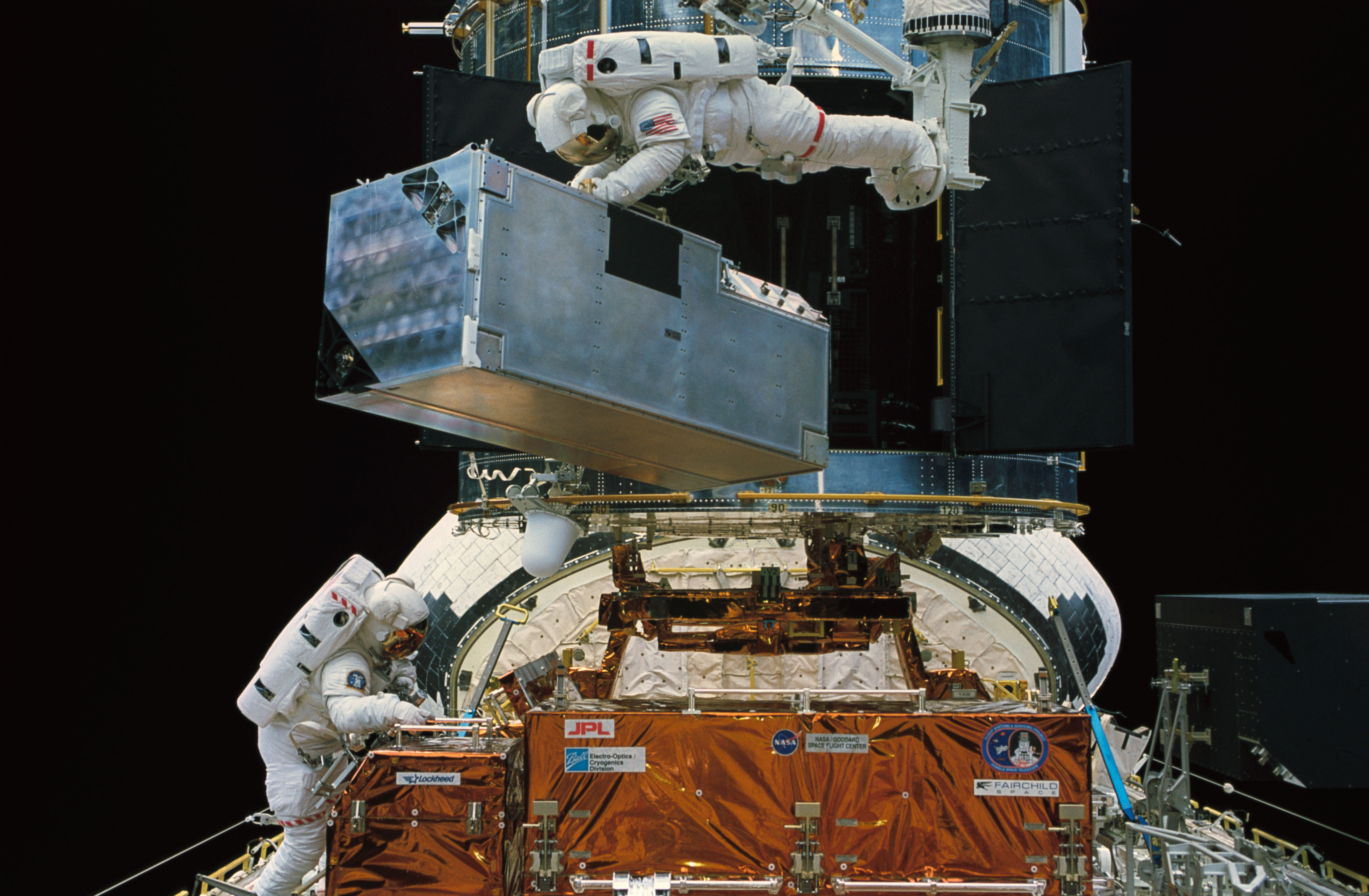
Kathryn C. Thornton và Thomas D. Akers lắp COSTAR năm 1993

Quá trình đưa COSTAR lên quỹ đạo cũng không phải là điều đơn giản, giám đốc cao cấp tại Ball Aerospace John Troeltzsch hồi tưởng lại rằng "bạn phải đóng gói nó một cách an toàn trong chiếc hộp kích cỡ tương đương một chiếc điện thoại và chịu được áp lực khi phóng lên bằng tàu con thoi. Tiếp theo đó, các phi hành gia phải đi bộ ngoài không gian, dùng cánh tay robot để lắp COSTAR vào đúng vị trí với độ chính xác lên tới 1/10 mm."

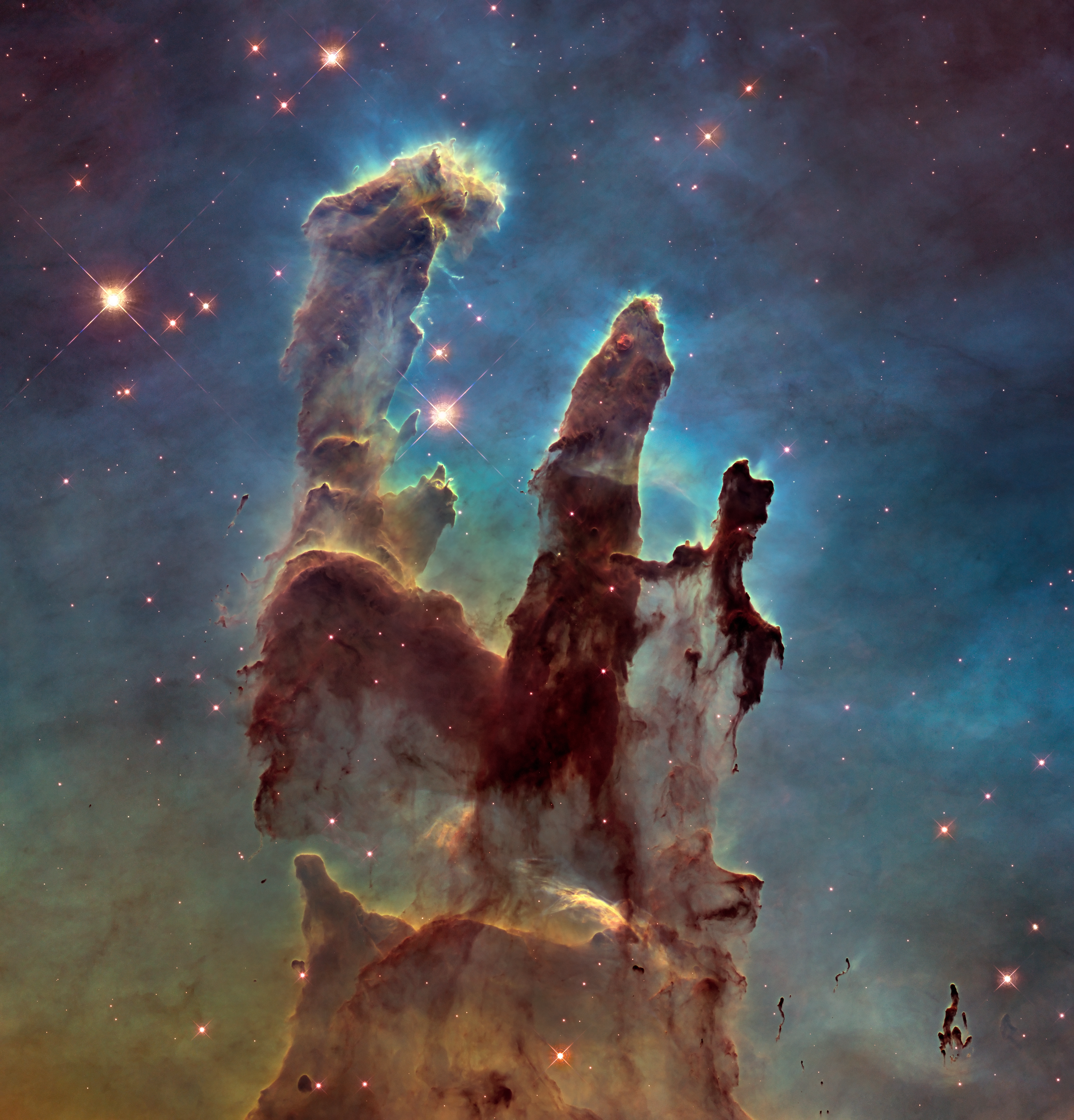
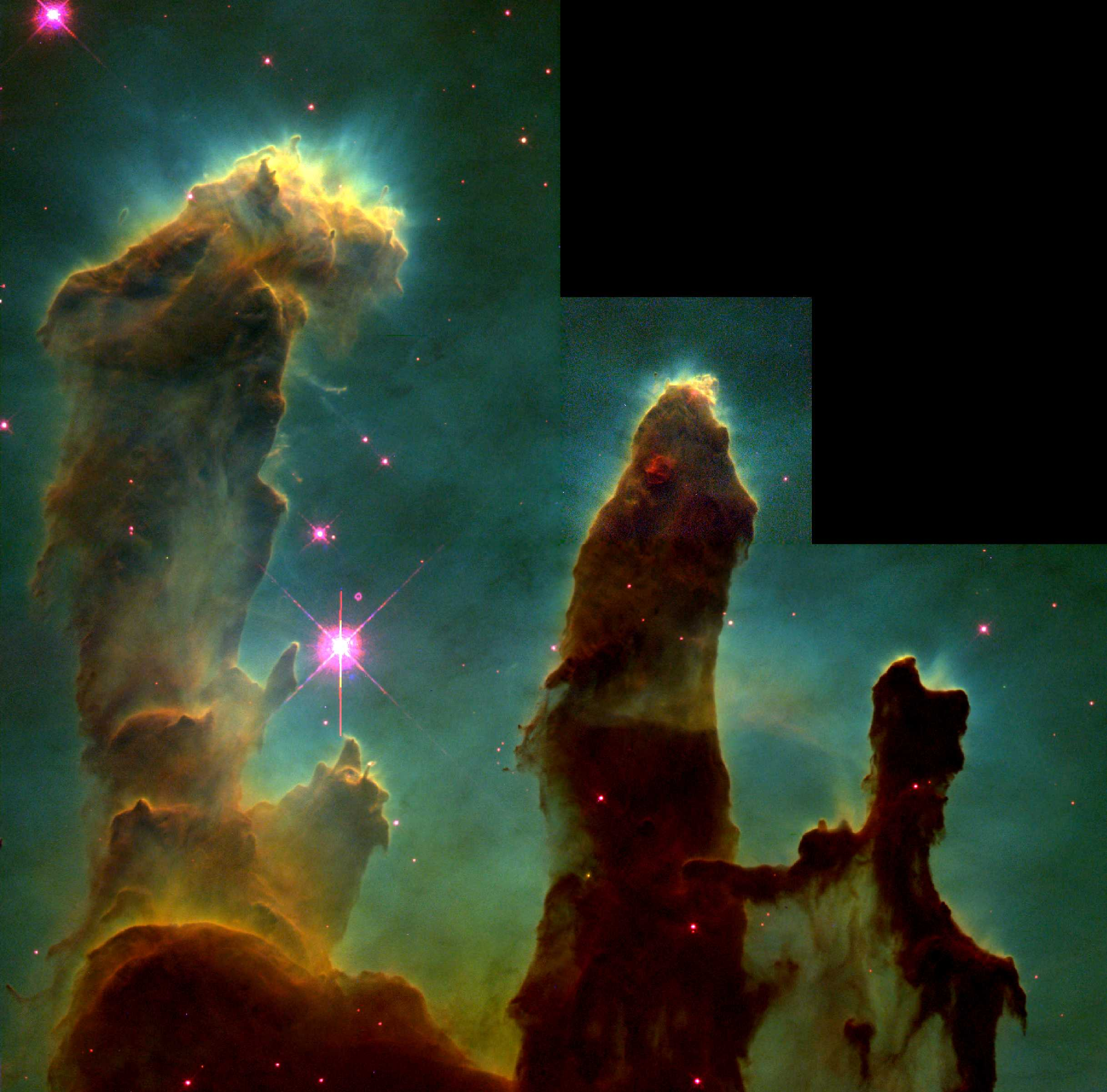

Từ sau khi lắp COSTAR, Hubble đã khắc phục được tình trạng cầu sai và bắt đầu cho hình ảnh rõ nét hơn. Sau thời gian phục vụ, cuối cùng COSTAR đã được tháo xuống sau sứ mạng thứ 15 và cũng là cuối cùng của Hubble hồi năm 2009. Các thiết bị hiện tại mà Hubble đang sử dụng đều đi kèm với bộ COSTAR tích hợp sẵn bên trong, không cần phải gắn thêm vào nữa. Cũng trong năm 2009 này, người ta cũng tiến hành lắp Wide Field 3 cho Hubble - một camera có độ phân giải và góc rộng hơn so với các thế hệ trước đây. Bên trên đây là 2 phiên bản của hình ảnh cực kỳ nổi tiếng do Hubble từng chụp lại được Pillars of Creation (cột trụ của tạo hóa), bức bên trái chụp năm 2015 bởi camera Wide Field 3 và bên phải là chụp bằng camera cũ hồi năm 1995.

## Hoạt động
Nó có thể thu nhận ánh sáng từ vật thể cách xa 12 tỉ năm ánh sáng. Nó lần đầu tiên sử dụng công nghệ Multi-Anode Microchannel Array (MAMA) để ghi nhận tia tử ngoại nhưng loại trừ ánh sáng. Nó có sai số trong định hướng nhỏ tương đương với việc chiếu một tia laser đến đúng vào một đồng xu cách đó 320 km và giữ yên như thế.
Hubble mang theo nhiều trang thiết bị khoa học và camera để phân tích dữ liệu và chụp lại những hình ảnh của vũ trụ. Những camera này không thể tự chụp ảnh, tuy nhiên tương tự như camera cần có ống kính thì Hubble cũng cần có gương để hoạt động. Hubble có một chiếc gương chính, đường kính khoảng 2,4 mét và một gương phụ kích thước nhỏ hơn.
Ánh sáng đi từ ngoài vào gặp gương chính sẽ phản xạ đến gương phụ, sau đó ánh sáng tiếp tục được phản xạ trở lại vị trí trung tâm của gương chính, tại đây có một lỗ để ánh sáng lọt qua và dẫn tới các dụng cụ khoa học. Sau đó, camera sẽ ghi lại những gì mà hệ thống gương phản xạ về với 2 màu trắng và đen. Còn tất cả những luồng sáng, màu sắc đầy sặc sỡ mà chúng ta thường nhìn thấy là do NASA và Cơ quan hàng không vũ trụ châu Âu (ESA) tổng hợp 2 hoặc nhiều bức ảnh và bổ sung thêm màu sắc
Việc thiết kế kính này theo dạng mô-đun cho phép các phi hành gia tháo gỡ, thay thế hoặc sửa chữa từng mảng bộ phận dù họ không có chuyên môn sâu về các thiết bị. Trong một lần sửa, độ phân giải của Hubble đã được tăng lên gấp 10.

## Hiệu quả
Hubble cung cấp khoảng 5-10 GB dữ liệu một ngày. Vài khám phá quan trọng do Hubble mang lại gồm có:
- Hình ảnh chi tiết của mọi loại tinh vân, đặc biệt là những tinh vân đang phát tán gần các thiên hà xoắn ốc;
- Hình ảnh những thiên hà đang va chạm nhau và những thiên hà quasar;
- Chứng cứ đầu tiên về sự hiện diện của lỗ đen;
- Vị trí chính xác những cơn bão bụi trên Sao Hỏa và thêm chi tiết về bầu khí quyển của hành tinh này;
- Chi tiết sự va đập của sao chổi Shoemaker-Levy 9 vào Sao Mộc;
- Chi tiết những cơn bão rộng hàng ngàn km trên Sao Thiên Vương;
- Xác định và tính toán sự giãn nở của vũ trụ.

## Thế hệ tiếp theo
Hubble của chúng ta đã lớn tuổi và phải chấp nhận đi vào dĩ vãng, nhường chỗ cho một chiếc kính khác thay thế. Các nhà khoa học cho biết rằng hiện tại, sức khỏe của Hubble vẫn tốt, các trang thiết bị vẫn hoạt động bình thường cho tới hết năm 2020. Khi đó, người ta đã có một số hệ thống thay thế. Theo kế hoạch vào năm nay, người kế nhiệm của Hubble là Kính viễn vọng không gian James Webb sẽ chính thức được đưa lên quỹ đạo. James Webb có kích thước lớn hơn (đường kính gương gấp 3 lần Hubble), mạnh hơn và chi phí vận hành cũng tốn kém hơn Hubble.
James Webb dự kiến sẽ hoạt động trên quỹ đạo cao hơn, khoảng 1,5 triệu km so với mặt đất - gấp hơn 4 lần so với khoảng cách từ Mặt Trăng. Khác với Hubble vốn được tạo ra để quan sát ánh sáng khả kiến và cực tím, James Webb được tối ưu cho ánh sáng hồng ngoại và dường như sẽ kế nhiệm kính Spitzer trong tương lai. Tiến sĩ McCarthy cho biết rằng: "James Webb cũng bắt được ánh sáng bước sóng cận hồng ngoại tốt hơn Hubble cho phép nhìn rõ hơn vào các đám bụi của vũ trụ, nơi các ngôi sao và hành tinh đang hình thành. Nói cách khác, James Webb hoàn toàn thực hiện tốt công việc của Hubble và còn làm tốt, xa hơn nữa."
Sau vài năm gắng gượng, chắc chắn rồi cũng có ngày Hubble chính thức lùi vào dĩ vãng. Trong thời gian này, các bức xạ từ Mặt Trời chính là kẻ thù lớn nhất khiến cho tuổi thọ của nó giảm dần theo thời gian. NASA luôn muốn mang Hubble trở về để lưu giữ trong viện bảo tàng nhưng với kích thước của nó, các tên lửa hiện tại không thể mang nó an toàn về Trái Đất. Tuy nhiên, giải pháp ở đây là dùng tên lửa để hướng Hubble thẳng xuống đại dương hoặc cứ để cho nó trôi nổi trong không gian thêm nhiều thế kỷ nữa. Đó vẫn là dự tính và NASA sẽ tiếp tục cân nhắc để đưa ra quyết định cuối cùng. Trong trường hợp xấu nhất, có thể Hubble bị để cho trọng lực đưa về và nghiền nát khi gặp bầu khí quyển vào năm 2037.

## Hình ảnh của Hubble chụp được

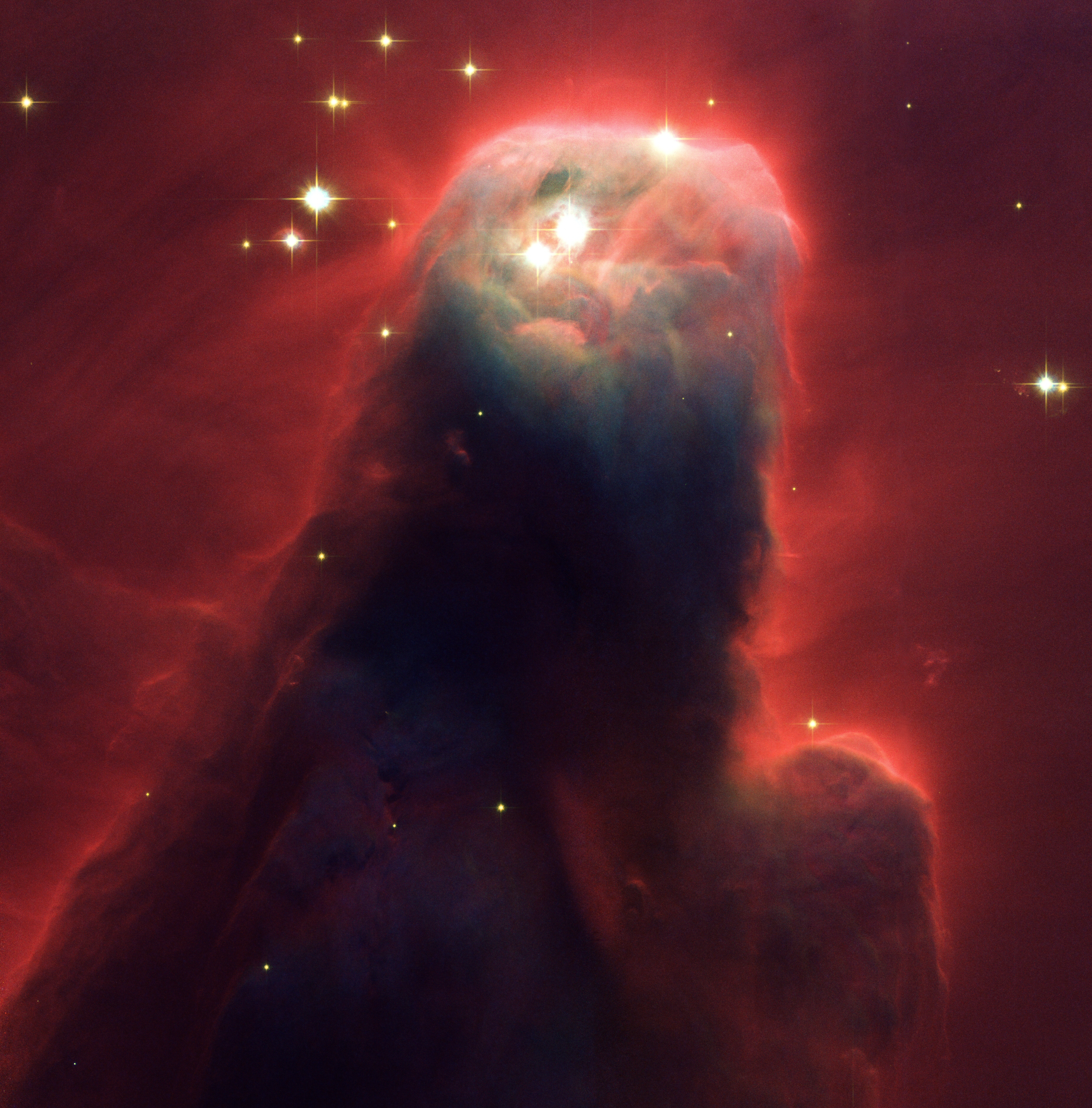
Tinh vân NGC 2264
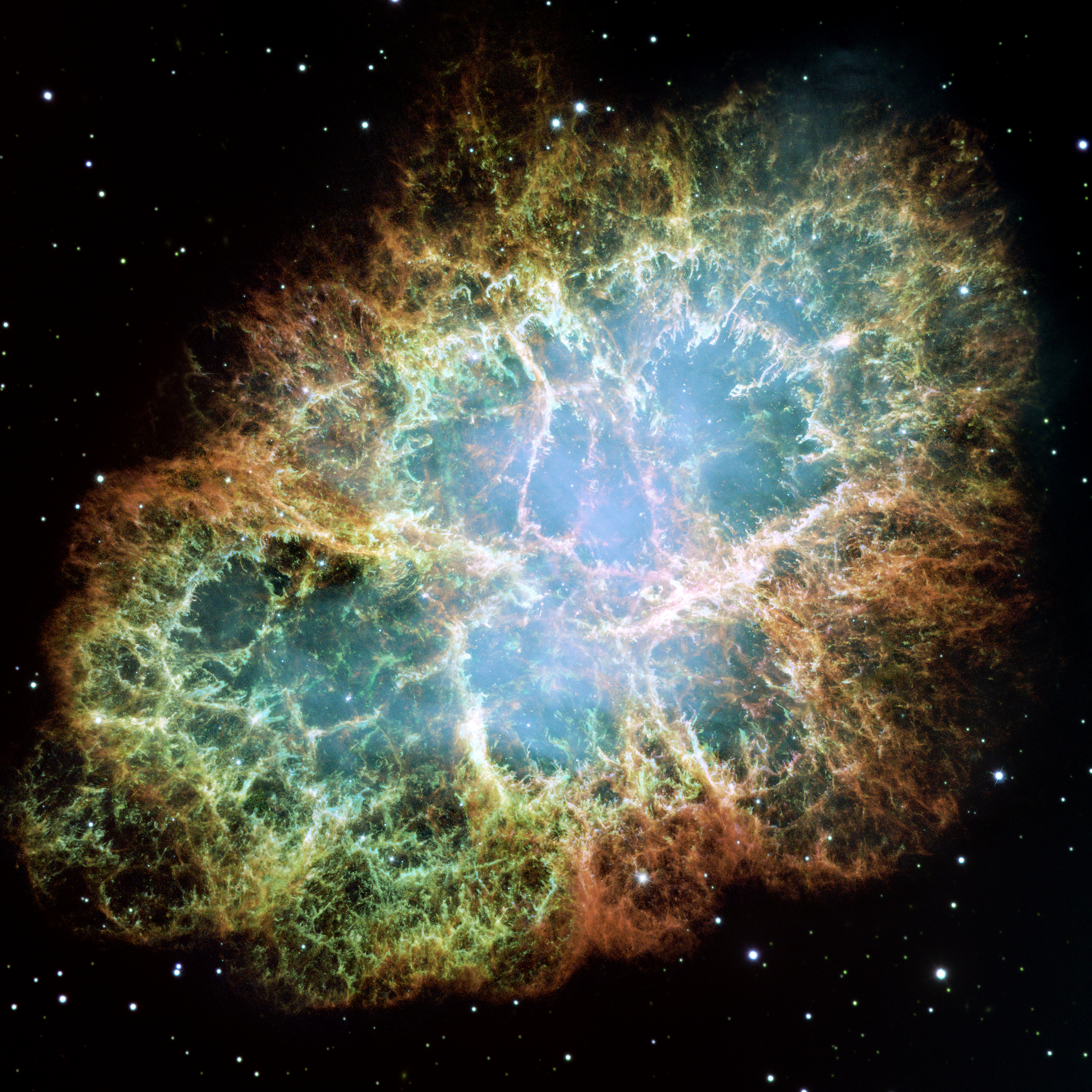
Tinh vân Con Cua
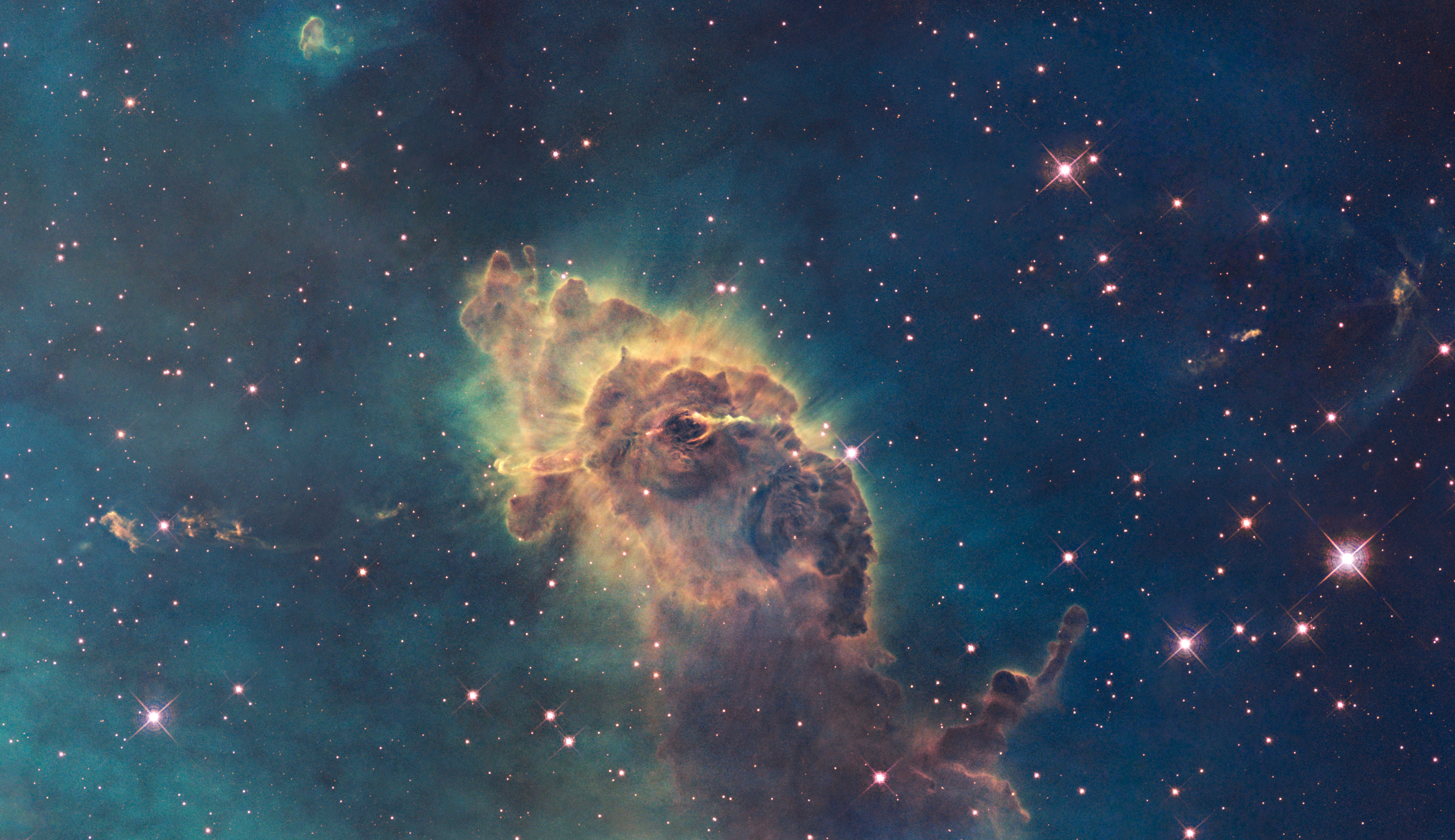
Tinh vân NGC 3372
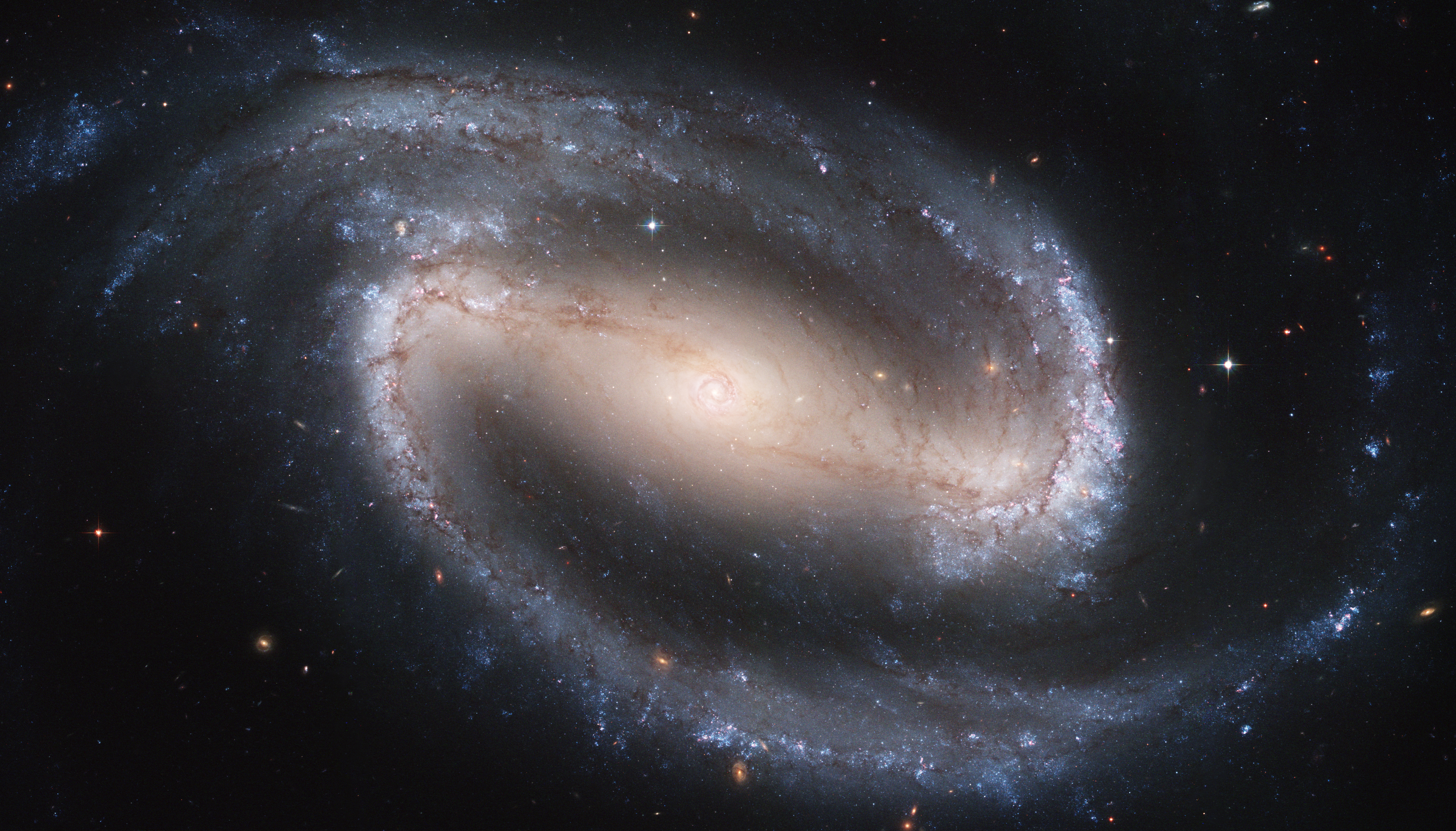
Thiên hà xoắn ốc NGC 1300
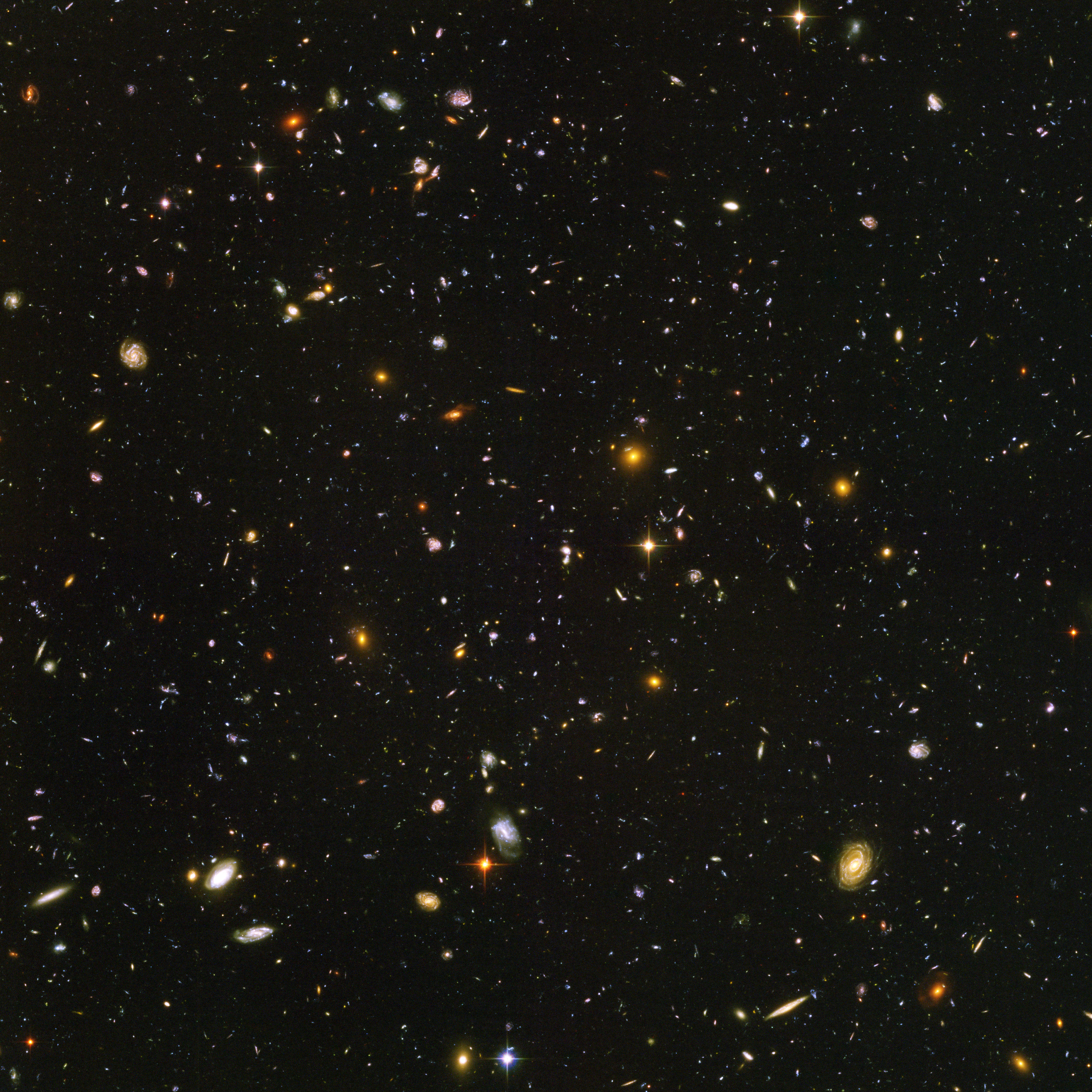
Vũ trụ sâu thẳm

NASA đã cho kính Hubble ngừng hoạt động vào năm 2014. Hiện nay, tàu con thoi Atlantis đã sửa chữa thành công để nâng cấp cho Hubble hoạt động lâu hơn và hình ảnh chuẩn hơn. Thay thế nó là kính thiên văn vũ trụ James Webb.